# Pekka Vasala
Pekka Antero Vasala (ur. 17 kwietnia 1948 w Riihimäki) – fiński lekkoatleta średniodystansowiec, mistrz olimpijski.
Specjalizował się w biegu na 1500 metrów. Na igrzyskach olimpijskich w 1968 w Meksyku odpadł w przedbiegach tej konkurencji. Na mistrzostwach Europy w 1969 w Atenach zajął w finale 9. miejsce. Odpadł w eliminacjach na halowych mistrzostwach Europy w 1971 w Sofii. Ponownie zajął 9. miejsce na mistrzostwach Europy w 1971 w Helsinkach.
Na igrzyskach olimpijskich w 1972 w Monachium zdobył złoty medal w biegu na 1500 metrów wygrywając przed obrońcą tytułu Kipchoge Keino w czasie 3:36,33. Nie odniósł potem znaczącego sukcesu. Na mistrzostwach Europy w 1974 w Rzymie był szósty na tym dystansie.
Był mistrzem Finlandii w biegu na 800 metrów w latach 1970–1972 oraz w biegu na 1500 metrów w latach 1969–1971.
Dwukrotnie poprawiał rekord Finlandii w biegu na 800 metrów do czasu 1:44,5, uzyskanego 20 sierpnia 1972 w Helsinkach i trzykrotnie w biegu na 1500 metrów do wyniku 3:36,33 (10 września 1972 w Monachium).